# Kanton Nevers-Nord
Der Kanton Nevers-Nord war von 1973 bis 2015 ein französischer Kanton im Arrondissement Nevers, im Département Nièvre und in der Region Burgund; sein Hauptort war Nevers.
Der Kanton bestand aus einem Teil der Stadt Nevers (angegeben ist hier die Gesamteinwohnerzahl) und einer Gemeinde. Die Bevölkerungszahl des Kantons betrug zum 1. Januar 2012 insgesamt 12.114 Einwohner. 
| Gemeinde             | Einwohner Jahr | Fläche km² | Bevölkerungsdichte | Code INSEE | Postleitzahl |
| -------------------- | -------------- | ---------- | ------------------ | ---------- | ------------ |
| Coulanges-lès-Nevers | 3.585 (2013)   | –          | – Einw./km²        | 58088      | 58660        |
| Nevers               | 34.841 (2013)  | –          | – Einw./km²        | 58194      | 58000        |